# 僧伽

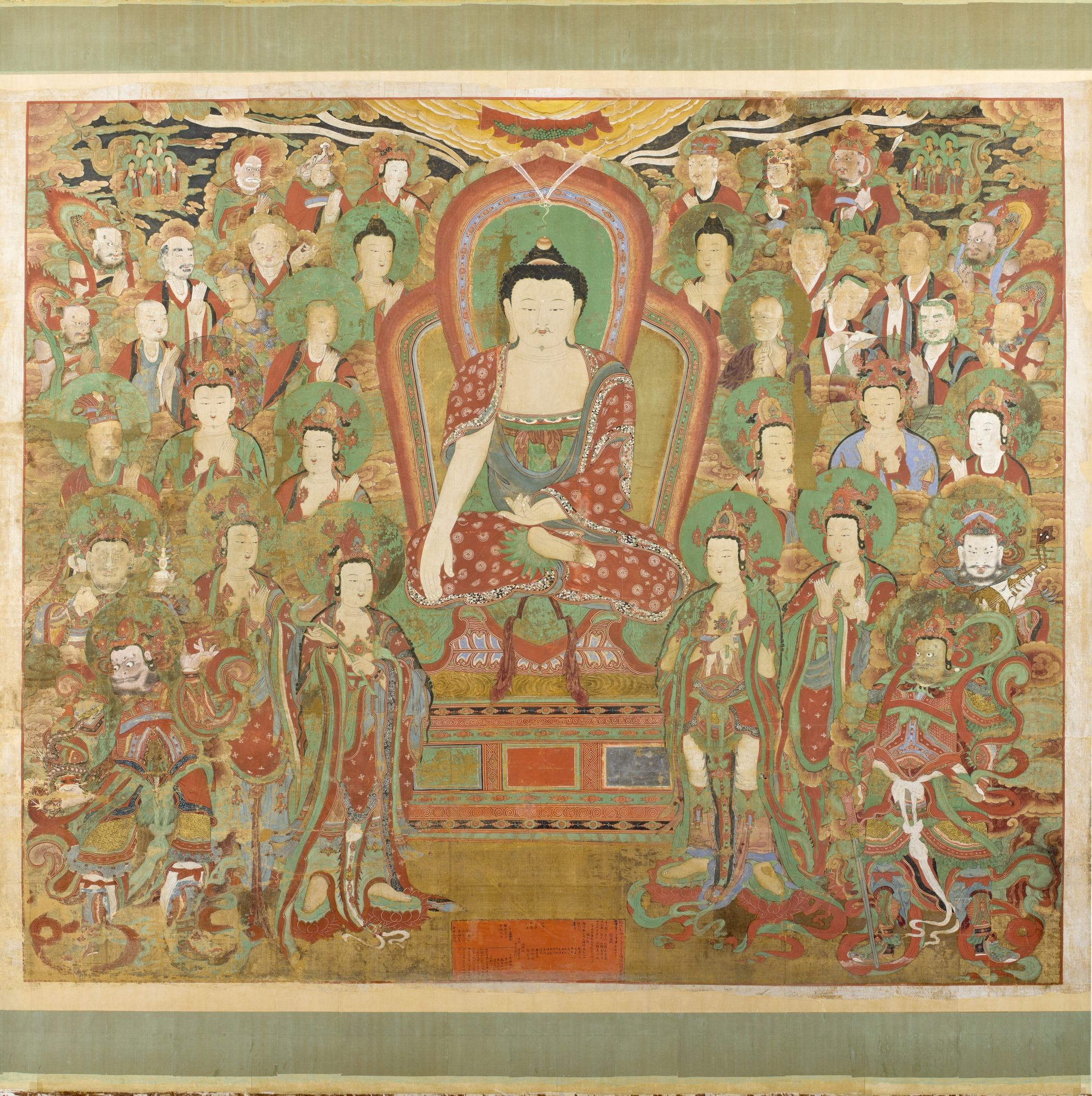
紀錄釋迦摩尼在靈山說法的唐卡

僧伽（巴利文：saṅgha，saṃgha），簡稱為僧，又譯為僧眾、僧侶、僧團、僧尼、教團、和合眾、出家眾，印度宗教術語，意譯為大眾，源自古印度傳統，最初意指由多人所組成的團體。在各沙門傳統中，如耆那教等，聚集的弟子皆稱為僧伽。佛教也傳承了相同傳統，將信奉佛教的出家、在家弟子皆統稱為僧伽。在一般的使用上，若不做特別指定，僧伽大部份用來泛指佛教僧侶，也就是受具足戒的出家眾。
讀音方面，「僧伽」的传承音「僧茄」（ㄑㄧㄝˊ，qié），「घा」(ghā)之聲母為牙音，音譯之「伽」當為牙音，唯後顎化為「ㆢ」(jj)，平聲全浊归次清（ㄑ，q）。不过，也有人撇开音韻學传承规律，讀如全清「僧加」（ㄐㄧㄚ，jiā），这样读虽然在北方话的听感上更接近原音，却无法通过音韵学推断原音，更会使吴赣方言区人士错将其认作Sangka。

## 詞源及釋義
僧伽，原意是眾人集會，用於指代信奉教法的出家、在家弟子之集合，特指出家弟子之集合。。其梵文samgha的本意是集合，印歐語同源詞包括拉丁語assimulare（相似集合，相同），英語assemble（集合，收集）、similar（相似的）等。
僧伽原是古印度時代，各城邦中的貴族集會所。在佛陀時代，各個不同派別的沙門修行者，也各自設立僧伽來聚集弟子。釋迦牟尼在證悟之後，建立了自己的僧伽，並制定學處（戒律）來規範弟子。

## 佛教
佛教僧伽，分成出家眾與在家眾兩大部份。佛教出家眾，依性別，可分為比丘、比丘尼，稱為出家二眾，為僧伽的主體。加上沙彌、沙彌尼、式叉摩那之後，稱為出家五眾。傳統上，比丘與比丘尼不能居住在一處，但是在每月誦戒時，比丘尼可請上座比丘加入誦戒，並進行說法。在家眾，依性別，分為優婆塞與優婆夷二者，稱為在家二眾。與出家眾合稱為七眾弟子。
廣義來說，僧伽可以包括出家眾與在家眾，也就是七眾都可稱僧伽。狹義來說，僧伽只用來指出家眾，特別是比丘與比丘尼，因為沙彌、沙彌尼與式叉摩那三者皆依附於比丘與比丘尼團體中。最狹義的僧伽，只指特定的比丘與比丘尼團體。
釋迦牟尼佛傳正法，由僧伽守護，使正法傳承不絕，僧伽又可被尊稱為僧寶，意即僧團內的四雙八輩聖弟子為珍寶。
上座部佛教的《清淨道論》記載：
|  | 「四雙」：依雙數來說，指證得初道者（須陀洹）及證得（須陀洹）初果者為一雙，如是共有四雙。「八輩」：是依人而言，即證得初道者（須陀洹）為一，初果者為一，如是共有八人。此句中的人（purisa）與補特伽羅（puggala；梵文是pudgala）同義；此處的人指被教化者。「世尊的聲聞眾」：指依此雙數的四雙，或依單獨的八輩補特伽羅（人）為世尊的聲聞眾。 |

### 歷史源流
釋迦牟尼成道之後，在鹿野苑初轉法輪，五比丘跟隨釋迦牟尼出家，這是出家眾的開端。耶舍與其五十四名友人加入僧團，耶舍的父母成為首位優婆塞與優婆夷，以在家身份護持出家僧團，為在家眾的開端。
隨著佛教傳布，出家眾與在家眾的人數也日益增多，在家眾之中，有高層的貴族王者，例如瓶沙王，也有一般的農民、牧民、商人，也有出身低微的賤民，甚至奴隸、妓女等。
為了使正法久住，未生信者生信，已生信者增益，釋迦牟尼制定尸羅與學處，作為僧團修行共居的規範。其堂弟提婆達多，提出天授五法，希望用此來規範僧團，遭到釋迦牟尼的拒絕。他於是決定另立僧團，這是僧團分裂的開端。
在釋迦牟尼般涅槃後，大迦葉聯同五百阿羅漢在王舍城召開第一次結集，由尊者優婆離誦出戒律，集結成在會中將波羅提木叉集結成戒經，尊者阿難誦出經。經與律形成出家僧侶與在家居士共同遵守的最高成文規章。但是僧團中對於戒律仍然有不同的看法，在釋迦牟尼般涅槃後百年，僧團中因為十事非法的爭議，召開了第二次結集。僧團在第二次結集中，分成兩派，造成僧團根本分裂。隨著佛教廣泛被傳播到印度各地，上座部與大眾部又各自分裂出許多不同的僧團，進入部派佛教時期。
在部派佛教時期，大乘佛教興起，但是大乘佛教僧團並沒有訂定自己的戒律，他們仍然遵守著部派佛教的戒律。大乘佛教僧團，其他部派佛教的僧團，主要是基於經典教義及對戒律的解釋不同而分隔的。

### 僧伽制度

#### 出家眾
比丘、比丘尼、沙彌、沙彌尼、式叉摩那合稱出家五眾。
漢傳佛教將比丘戒稱爲“大戒”，出家人還可以進一步受菩薩戒。在日本，由於歷史關係，出家人可以食肉娶妻，和其他國家地區僧團制度不同。

#### 在家眾
優婆塞、優婆夷合稱在家二眾。
對在家眾最低的要求是接受三皈依，可視個人決心，進一步由出家眾為他們授五戒，合稱三歸五戒。五戒是否需要全受，還是可以只受持其中一兩條，自古有許多說法。一般認為，以受持五戒為圓滿；但若信徒自認無法全受持，則可自行決定，選擇其中幾條戒來受。受五戒者稱爲五戒優婆塞或五戒優婆夷；如果受三到四條者，稱爲多分優婆塞或多分優婆夷；受三條以下者，稱爲少分優婆塞或少分優婆夷。
佛教戒律有“開、遮、持、犯”四種情況，佛陀爲每種情況詳細地制定了各自因緣條件。如，受戒後在守戒過程中需要臨時“開遮”，必須滿足特定條件，才能不破掉“戒體”，繼續保持受戒身；如果不滿足開遮條件而毀犯戒律，則稱爲“犯戒”，甚至完全破掉戒律成“不可悔”，則爲“破戒”。破戒會招引更嚴重的惡業，但只要誠心懺悔，仍可以在下次重新再受戒一次。在大乘佛教中，在家眾也可進一步受菩薩戒。
因為在家眾平日需要經營生活雜事，無法精進。在布薩日，信徒可以進入寺院，與出家僧眾共居一日一夜，在這一日一夜中，信徒需受持八戒，這稱為八關齋戒。這是在家眾精進用功的方法。
雖然在家眾可以參加出家僧眾的活動，但是一般來說，僧團誦戒時，在家眾不能參加。在某些部派戒律和大乘佛教傳統中，有在家居士不能閱讀出家人毗奈耶（律藏）的禁忌。